# ジェームズ・フレイザー
サー・ジェームズ・ジョージ・フレイザー（Sir James George Frazer, 1854年1月1日 - 1941年5月7日）は、イギリスの社会人類学者・古典学者。原始宗教や儀礼・神話・習慣などを比較研究した『金枝篇』（The Golden Bough, 1890年 - 1936年）の著者。

## 生涯
1854年1月1日、スコットランドのグラスゴーで長老派教会の両親の間に生まれる。父ダニエル・フレイザーは現地では有名なフレーザー・アンド・グリーン商会の有力な役員であり、母はグラスゴーの裕福な商家の出であった。
学童期をむかえるとヘレンズバラにあるラーチフィールド学院に通い、1869年11月にグラスゴー大学に入学。ギリシア語とラテン語を専攻する。1874年1月に奨学金の給付生に選ばれ、同じ年の秋にケンブリッジのトリニティ・カレッジに入学し、古典学の研究に没頭する。この頃E・B・タイラーの『原始文化』を読んだことと、当時ケンブリッジ大学に在職していたW・R・スミスに会ったことが契機となり、古典学から人類学・民族学・神話学の方向へシフトする。1879年に優等卒業試験を受け、特別研究院枠の一つを勝ちとり、学者への道に進むことになる。1896年、42歳の時にフランス人の未亡人リリィ・グローブと結婚した。
その後、畢生の大作『金枝篇』を完成させるために半生を費やし、後の研究者に大きな影響を与えることとなる。1920年王立協会評議員、1921年トリニティ・カレッジ評議員。1941年5月7日にケンブリッジで老衰により死去。

## 研究内容・業績

### 古典学
『金枝篇』執筆前の1884年ごろ、パウサニアス『ギリシア案内記』の訳注に着手し、1898年に刊行した。『ギリシア案内記』は、1870年代シュリーマンの遺跡発掘で活用されたことから当時需要が高まっていた。またフレイザーにとっては、古代ギリシアの宗教の記述が含まれ「未開世界の民族誌」としても読める書物だった。
晩年は、人類学から古典学に回帰し、アポロドーロス『ビブリオテーケー』やオウィディウス『祭暦』の訳注を通じて、初期のローブ・クラシカルライブラリーにも関与した。また、ケンブリッジ儀式尊重派の古典学者J・E・ハリソンやF・M・コーンフォードと交流し影響を与えた。

## 受賞・栄典
- 1914年：ナイトに叙される。トーマス・ハックスリー記念賞
- 1916年：トーマス・ハックスリー記念賞（2回目）
- 1925年メリット勲位受勲。

## 著作

### 日本語訳
- 『金枝篇』（全5巻）、永橋卓介訳、岩波書店〈岩波文庫〉 1951-52年、改版1967年 - 重版多数
- 『図説 金枝篇』 サビーヌ・マコーマック編、吉岡晶子訳、東京書籍、1994年 / 講談社学術文庫（上下）、2011年
- 『初版 金枝篇』、吉川信訳、筑摩書房〈ちくま学芸文庫〉（上下）、2003年 - 電子書籍（2016年より）で再刊
- 『金枝篇』（全10巻、別巻1）、神成利男訳・石塚正英監修、国書刊行会 - 2004年より刊行中、完結時期未定

1. 呪術と王の起源（上）
2. 呪術と王の起源（下）
3. タブーと霊魂の危機
4. 死にゆく神
5. アドニス、アッティス、オシリス
6. 穀物と野獣の霊（上）
7. 穀物と野獣の霊（下）
8. スケープゴート

※未刊は、 9・10「麗しのバルドル（上・下）」 、別巻（索引・資料ほか）
- 『金枝篇 魔術と宗教の研究：古代伝説に宿る魔法と宗教の秘密』19世紀堂書店（上・下）、2025年。Kindle版（横書き表記、電子書籍）で刊行

以下は他の著作訳書
- 『王権の呪術的起源』 折島正司・黒瀬恭子訳、思索社、1986年
- 『旧約聖書のフォークロア』 江河徹ほか訳、太陽社〈太陽選書〉、1976年、新版1995年ほか
- 『火の起原の神話』 青江舜二郎訳、角川文庫、1971年、新装復刊1989年、グーテンベルク21（電子出版）、2015年／ちくま学芸文庫（改訂版、解説前田耕作）、2009年
- 『洪水伝説』 星野徹訳、国文社、1973年、新版1984年
- 『サイキス・タスク - 俗信と社会制度』永橋卓介訳、岩波文庫、1939年、復刊1999年ほか。ISBN 978-4003421666
- 『悪魔の弁護人』永橋卓介訳、グーテンベルク21（電子出版）、2015年
- 『マナ・タブー・供犠　英国初期人類学宗教論集』「シリーズ宗教学再考1」国書刊行会、2023年。『ブリタニカ百科事典』の「タブー」、「トーテミズム」項目を訳

### 関連文献
- 山田仁史「金の枝を手折りて - フレイザーが遺したもの」『印度学宗教学会 論集34号』、213−237頁、2007年。NAID 120006954602
- 石塚正英『フレイザー金枝篇のオントロギー　文明を支える原初性』社会評論社、2022年。ISBN 978-4784518869